# Jason Arnott
Jason William Arnott (ur. 11 października 1974 w Collingwood, Ontario) – kanadyjski hokeista, reprezentant Kanady.

## Kariera klubowa
- Stayner Siskins (1989–1990)
- Lindsay Bears (1990–1991)
- Oshawa Generals (1991–1993)
- Edmonton Oilers (1993–1998)
- New Jersey Devils (1998–2002)
- Dallas Stars (2002–2006)
- Nashville Predators (2006–2010)
- New Jersey Devils (2010–2011)
- Washington Capitals (2011)
- St. Louis Blues (2011–2012)

Urodzony w Collingwood, lecz wychowywał się w Wasaga Beach. W wieku juniorskim rozegrał dwa sezony w lidze OHL w ramach
CHL. Wybrany z 7 numerem przez Edmonton Oilers w drafcie w 1993 roku. W swoim debiutanckim sezonie w NHL zdobył 68 punktów w 78 meczach za 33 gole i 35 asyst. W 1998 roku wraz z Bryanem Muirem został oddany do New Jersey Devils za Billa Guerina i Walerija Zielepukina. Z nową drużyną zdobył Puchar Stanleya w 2000 roku. W 2002 roku, razem z Randym McKayem przeniósł się do Dallas Stars w zamianie za Joe Nieuwendyka i Jamiego Langenbrunnera. Od 28 lutego 2011 roku jest zawodnikiem drużyny Washington Capitals. W sezonie 2011/2012 był zawodnikiem St. Louis Blues. Od tego czasu nie grał. W listopadzie 2013 oficjalnie zakończył karierę.
Łącznie w NHL rozegrał 20 sezonów, w trakcie których rozegrał 1366 meczów i uzyskał 1011 punktów za 449 goli i 562 asysty.
Uczestniczył w turniejach mistrzostw świata w 1994.

## Sukcesy

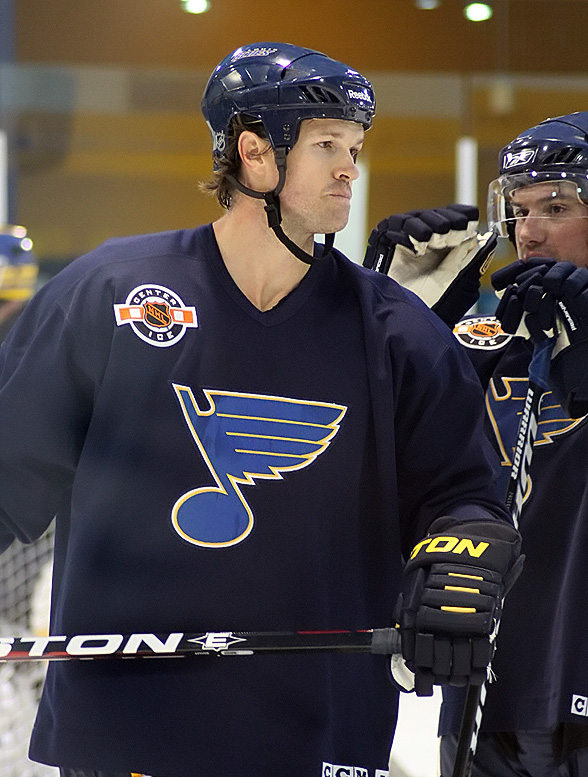
Jason Arnott w barwach St. Louis Blues (2011)

Reprezentacyjne
- Złoty medal mistrzostw świata juniorów do lat 18: 1994

Klubowe
- Mistrzostwo dywizji NHL: 1997, 1998, 1999, 2001 z New Jersey Devils, 2003, 2006 z Dallas Stars, 2011 z Washington Capitals, 2012 z St. Louis Blues
- Mistrzostwo konferencji NHL: 2000, 2001 z New Jersey Devils
- Prince of Wales Trophy: 2000, 2001 z New Jersey Devils
- Puchar Stanleya: 2000 z New Jersey Devils

Indywidualne
- NHL (1993/1994):
  - NHL All-Rookie Team
- NHL (1996/1997):
  - NHL All-Star Game
- NHL (1999/2000):
  - Rzut karny przesądzający o mistrzostwie - 10 czerwca 2000[2]
- NHL (2007/2008):
  - NHL All-Star Game

## Dorobek w NHL
SEZON REGULARNY
| Liczba meczów | Gole | Asysty | Punkty | Kary w min. |
| ------------- | ---- | ------ | ------ | ----------- |
| 1172          | 400  | 504    | 904    | 1216        |

PLAY-OFF
| Liczba meczów | Gole | Asysty | Punkty | Kary w min. |
| ------------- | ---- | ------ | ------ | ----------- |
| 115           | 31   | 41     | 72     | 76          |